# Egidio Di Costanzo
Egidio Di Costanzo (Napoli, 11 luglio 1922 – Napoli, 20 aprile 2009) è stato un calciatore e allenatore di calcio italiano, di ruolo centrocampista.

## Carriera

### Giocatore
Cresciuto nelle giovanili del Napoli, militò tra le file partenopee tra il 1941 e il 1951, disputando cinque campionati in Serie A e due in Serie B, oltre all'anomalo torneo 1945-1946, con 153 presenze e 7 gol complessivi. Mediano o all'occorrenza mezzala di ottime qualità tecniche, realizzò la prima rete in maglia azzurra il 9 dicembre 1945, decisiva nella vittoria in casa della Fiorentina. Dopo una partita contro il Modena ricevette i significativi complimenti dell'ex CT della Nazionale Vittorio Pozzo ma non vestì mai l'azzurro della nazionale, chiuso com'era nel ruolo da Ezio Loik; giocò la sua ultima partita tra le file partenopee il 1º aprile 1951 contro la Roma allo Stadio Arturo Collana (0-0). Al termine della stagione passò allo Stabia, in Serie B; nel 1954, dopo due anni di inattività, si trasferì alla Turris, dove chiuse la carriera; in entrambi i casi le esperienze si rivelarono sotto il punto di vista sportivo infelici.

### Allenatore
Nel corso della stagione 1968-1969 subentrò a Giuseppe Chiappella sulla panchina del Napoli, salvo venire a sua volta sollevato dall'incarico dopo 9 partite e sostituito con il suo predecessore, nonostante avesse collezionato 4 vittorie e 3 pareggi. In seguito allenò anche la Nocerina ma dovette troncare la sua carriera dopo aver subito un infarto.

## Palmarès

### Giocatore

#### Competizioni nazionali
- Serie B: 1

Napoli: 1949-1950